# Peso
En física moderna, el peso es una medida de la fuerza gravitatoria que actúa sobre un objeto. El peso equivale a la fuerza que ejerce un cuerpo sobre un punto de apoyo, originada por la acción del campo gravitatorio local sobre la masa del cuerpo. Por ser una fuerza, el peso se representa como un vector, definido por su módulo, dirección y sentido, aplicado en el centro de gravedad de la masa y dirigido aproximadamente hacia el centro de la Tierra. Por extensión de esta definición, también podemos referirnos al peso de un cuerpo en cualquier otro astro (Luna, Marte, entre otros) en cuyas proximidades se encuentre.
La magnitud del peso de un objeto, desde la definición operacional de peso, depende tan solo de la intensidad del campo gravitatorio local y de la masa del cuerpo, en un sentido estricto. Sin embargo, desde un punto de vista legal y práctico, se establece que el peso, cuando el sistema de referencia es la Tierra, comprende no solo la fuerza gravitatoria local, sino también la fuerza centrífuga local debido a la rotación de la Tierra; por el contrario, el empuje atmosférico no se incluye, ni ninguna otra fuerza externa.

## Historia

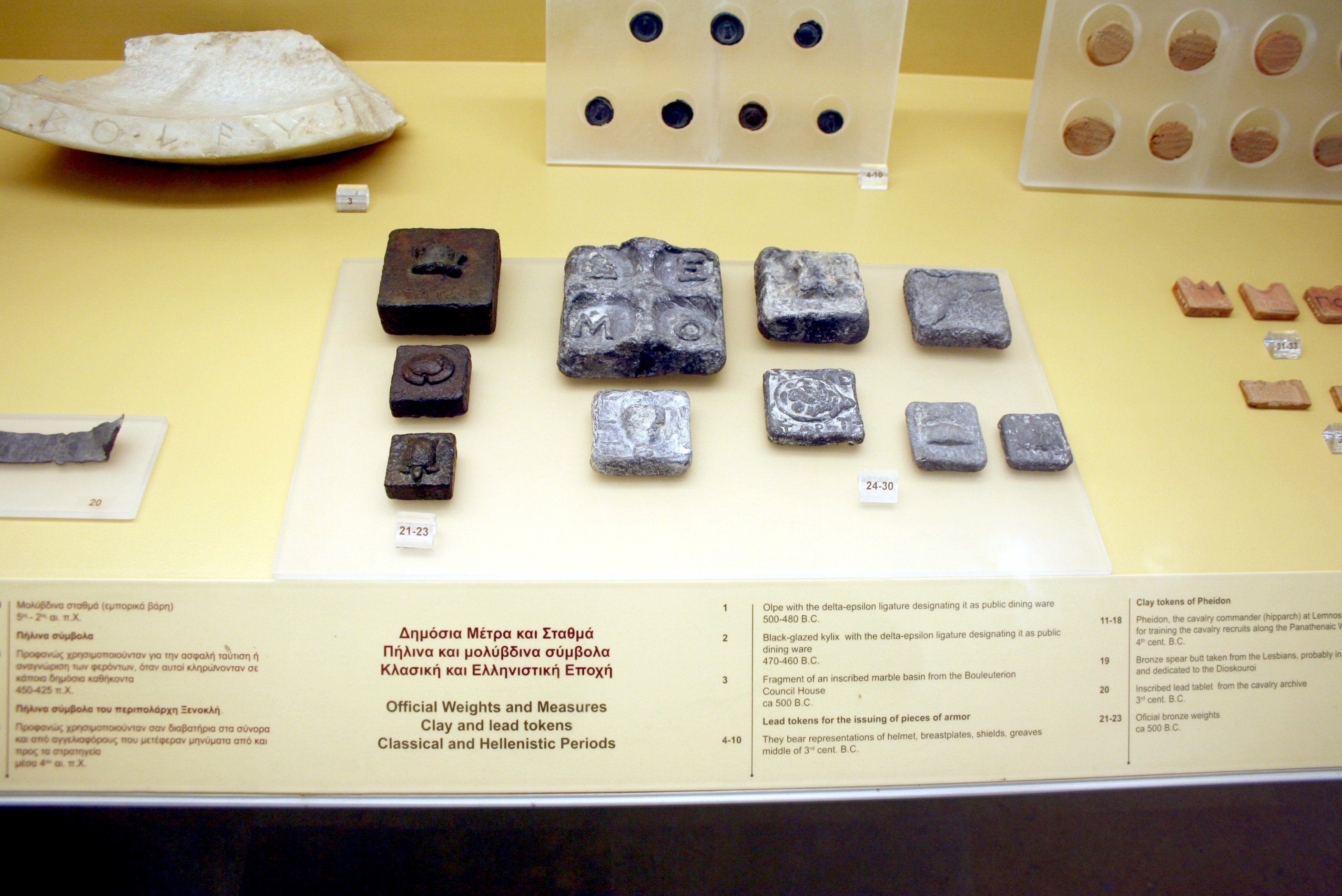
Pesas de bronce oficiales de la Antigua Grecia que datan de alrededor del siglo VI a. C., exhibidas en el Museo del Ágora en Atenas, alojado en la Estoa de Átalo.

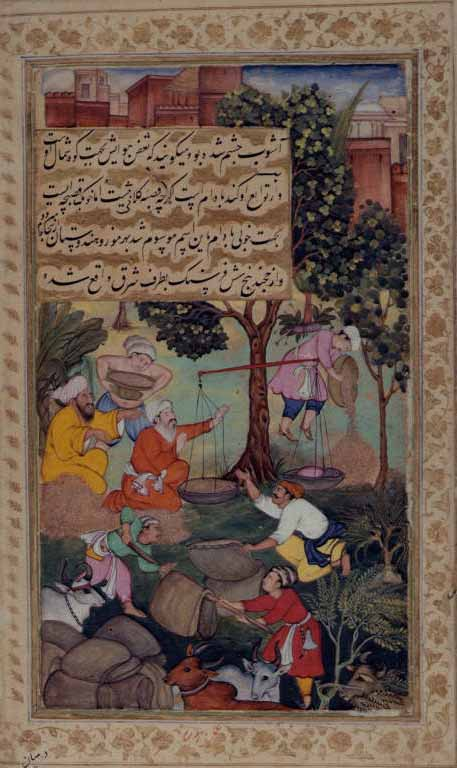
Pesando grano, del Babur-namah.

La discusión de los conceptos de pesadez (peso) y ligereza (levedad) se remonta a la filosofía griega antigua. Esto fue visto típicamente como propiedades inherentes de los objetos. Platón describió el peso como la tendencia natural de los objetos a buscar a sus parientes. Para Aristóteles, el peso y la ligereza representaban la tendencia a restaurar el orden natural de los elementos básicos: aire, tierra, fuego y agua. Atribuyó peso absoluto a la tierra y ligereza absoluta al fuego. Arquímedes vio el peso como una cualidad opuesta a la flotabilidad, con el conflicto entre los dos determinando si un objeto se hunde o flota. La primera definición operativa de peso fue dada por Euclides, quien definió el peso como: "la pesadez o ligereza de una cosa, comparada con otra, medida por una balanza". Sin embargo, los balances operativos (en lugar de las definiciones) habían existido por mucho más tiempo.
Según Aristóteles, el peso era la causa directa del movimiento de caída de un objeto, se suponía que la velocidad del objeto que caía era directamente proporcional al peso del objeto. Cuando los eruditos medievales descubrieron que, en la práctica, la velocidad de un objeto que caía aumentaba con el tiempo, esto provocó un cambio en el concepto de peso para mantener esta relación causa-efecto. El peso se dividió en un "peso fijo" o pondus, que permaneció constante, y la gravedad real o gravitas, que cambió cuando el objeto cayó. El concepto de gravitas finalmente fue reemplazada por el ímpetu de Jean Buridan, un precursor de momentum.
El surgimiento de la visión copernicana del mundo condujo al resurgimiento de la idea platónica de que los objetos similares se atraen pero en el contexto de los cuerpos celestes. En el siglo XVII, Galileo hizo avances significativos en el concepto de peso. Propuso una forma de medir la diferencia entre el peso de un objeto en movimiento y un objeto en reposo. En última instancia, concluyó que el peso era proporcional a la cantidad de materia de un objeto, no a la velocidad del movimiento como suponía la visión aristotélica de la física.

### Newton
La introducción de las leyes de movimiento de Newton y el desarrollo de la ley de Newton de la gravitación universal llevaron a un desarrollo considerable del concepto de peso. El peso se volvió fundamentalmente separado de la masa. La masa se identificó como una propiedad fundamental de los objetos conectados a su inercia, mientras que el peso se identificó con la fuerza de la gravedad sobre un objeto y, por lo tanto, depende del contexto del objeto. En particular, Newton consideró que el peso es relativo a otro objeto que causa la atracción gravitatoria, p.ej. el peso de la Tierra hacia el Sol.
Newton consideraba que el tiempo y el espacio eran absolutos. Esto le permitió considerar conceptos como posición verdadera y velocidad verdadera. Newton también reconoció que el peso medido por la acción de pesar se ve afectado por factores ambientales como la flotabilidad. Consideró que se trataba de un peso falso inducido por condiciones de medición imperfectas, por lo que introdujo el término "peso aparente" en comparación con el "peso real" definido por la gravedad.
Aunque la física newtoniana hizo una clara distinción entre peso y masa, el término peso siguió usándose comúnmente cuando la gente se refería a masa. Esto llevó a la tercera Conferencia General de Pesas y Medidas (CGPM) de 1901 a declarar oficialmente "La palabra peso denota una cantidad de la misma naturaleza que una fuerza: el peso de un cuerpo es el producto de su masa y la aceleración de la gravedad", distinguiéndola así de la masa para el uso oficial.

### Relatividad
En el siglo XX, los conceptos newtonianos de tiempo y espacio absolutos fueron desafiados por la relatividad. El principio de equivalencia de Einstein puso a todos los observadores, moviéndose o acelerando, en el mismo plano. Esto condujo a una ambigüedad en cuanto a qué se entiende exactamente por la fuerza de la gravedad y el peso. Una báscula en un ascensor en aceleración no se puede distinguir de una báscula en un campo gravitatorio. La fuerza gravitatoria y el peso se convirtieron así en cantidades esencialmente dependientes del marco. Esto provocó el abandono del concepto como superfluo en las ciencias fundamentales como la física y la química. No obstante, el concepto siguió siendo importante en la enseñanza de la física. Las ambigüedades introducidas por la relatividad llevaron, a partir de la década de 1960, a un debate considerable en la comunidad docente sobre cómo definir el peso para sus alumnos, eligiendo entre una definición nominal de peso como la fuerza debida a la gravedad o una definición operativa definida por el acto de peso.

## Diferencia de peso y masa

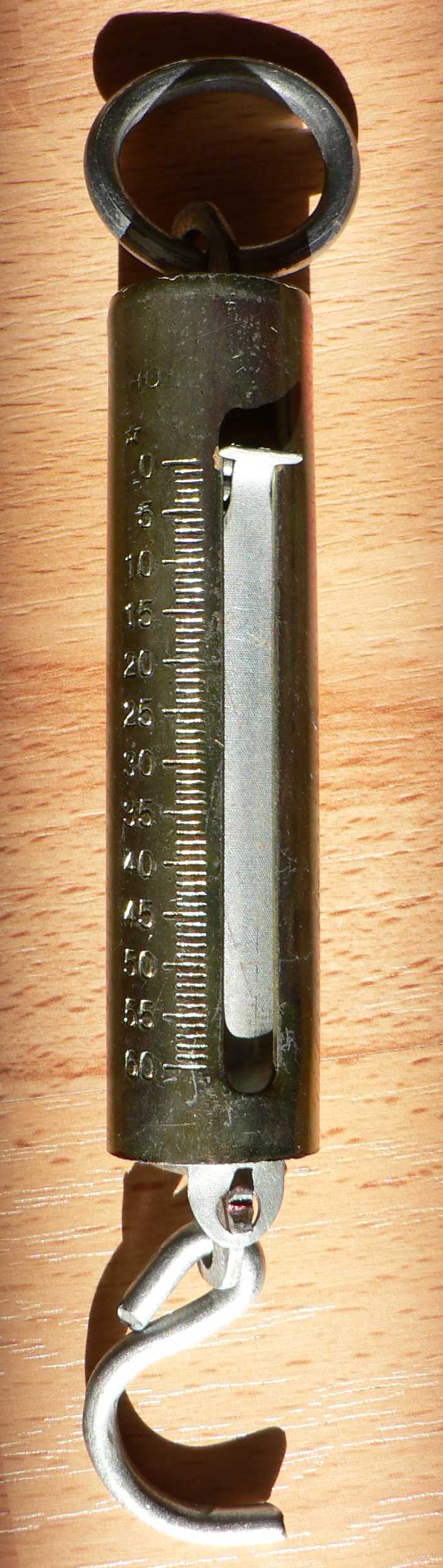
El dinamómetro sirve para medir el peso de los cuerpos

Peso y masa son dos conceptos y magnitudes físicas muy diferentes, aunque aún en estos momentos, en el habla cotidiana, el término “peso” se utiliza a menudo erróneamente como sinónimo de masa. La Academia reconoce esta confusión en la definición de «pesar»: “Determinar el peso, o más propiamente, la masa de algo por medio de la balanza o de otro instrumento equivalente”.
La masa de un cuerpo es una propiedad intrínseca del mismo, la cantidad de materia, independiente de la intensidad del campo gravitatorio y de cualquier otro efecto. Representa la inercia o resistencia del cuerpo a los cambios de estado de movimiento (aceleración, masa inercial), además de hacerla sensible a los efectos de los campos gravitatorios (masa gravitacional).
El peso de un cuerpo, en cambio, no es una propiedad intrínseca del mismo, ya que depende de la intensidad del campo gravitatorio en el lugar del espacio ocupado por el cuerpo. La distinción científica entre “masa” y “peso” no es importante para muchos efectos prácticos porque la fuerza gravitatoria no experimenta grandes cambios en las proximidades de la superficie terrestre. En un campo gravitatorio constante la fuerza que ejerce la gravedad sobre un cuerpo (su peso) es directamente proporcional a su masa. Pero en realidad el campo gravitatorio terrestre no es constante; puede llegar a variar hasta en un 0,5 % entre los distintos lugares de la Tierra, lo que significa que se altera la relación “masa-peso” con la variación de la fuerza de la gravedad.
Por el contrario, el peso de un mismo cuerpo experimenta cambios muy significativos al cambiar el objeto masivo que crea el campo gravitatorio. Así, por ejemplo, una persona de 60 kg (6,118 UTM) de masa, pesa 588,60 N (60 kgf) en la superficie de la Tierra. La misma persona, en la superficie de la Luna pesaría tan solo unos 98,05 N (10 kgf); sin embargo, su masa seguirá siendo de 60 kg (6,118 UTM). Nota: En cursiva, Sistema Internacional; (entre paréntesis), Sistema Técnico de Unidades.
Bajo la denominación de peso aparente se incluyen otros efectos, además de la fuerza gravitatoria y el efecto centrífugo, como la flotación, el carácter no inercial del sistema de referencia (v.g., un ascensor acelerado), etc. El peso que mide el dinamómetro, es en realidad el peso aparente; el peso real sería el que mediría en el vacío en un sistema de referencia inercial.

## Unidades de peso
Como el peso es una fuerza, se mide en unidades de fuerza. Sin embargo, las unidades de peso y masa tienen una larga historia compartida, en parte porque su diferencia no fue bien entendida cuando dichas unidades comenzaron a utilizarse.
Sistema Internacional de Unidades
Este sistema es el prioritario o único legal en la mayor parte de las naciones (excluidas Birmania y los Estados Unidos), por lo que en las publicaciones científicas, en los proyectos técnicos, en las especificaciones de máquinas, etc., las magnitudes físicas se expresan en unidades del Sistema Internacional de Unidades (SI). Así, el peso se expresa en unidades de fuerza del SI, esto es, en newtons (N):
- 1 N = 1 kg · 1 m/s²

Sistema Técnico de Unidades
En el Sistema Técnico de Unidades, el peso se mide en kilogramo-fuerza (kgf) o kilopondio (kp), definido como la fuerza ejercida sobre un kilogramo de masa por la aceleración en caída libre (g = 9,80665 m/s²)
- 1 kgf = 9,80665 N = 9,80665 kg·m/s²

Otros sistemas
También se suele indicar el peso en unidades de fuerza de otros sistemas, como la dina, la libra-fuerza, la onza-fuerza, etcétera.
La dina es la unidad CGS de fuerza y no forma parte del SI. Algunas unidades inglesas, como la libra, pueden ser de fuerza o de masa. Las unidades relacionadas, como el slug, forman parte de subsistemas de unidades.

## Cálculo del peso

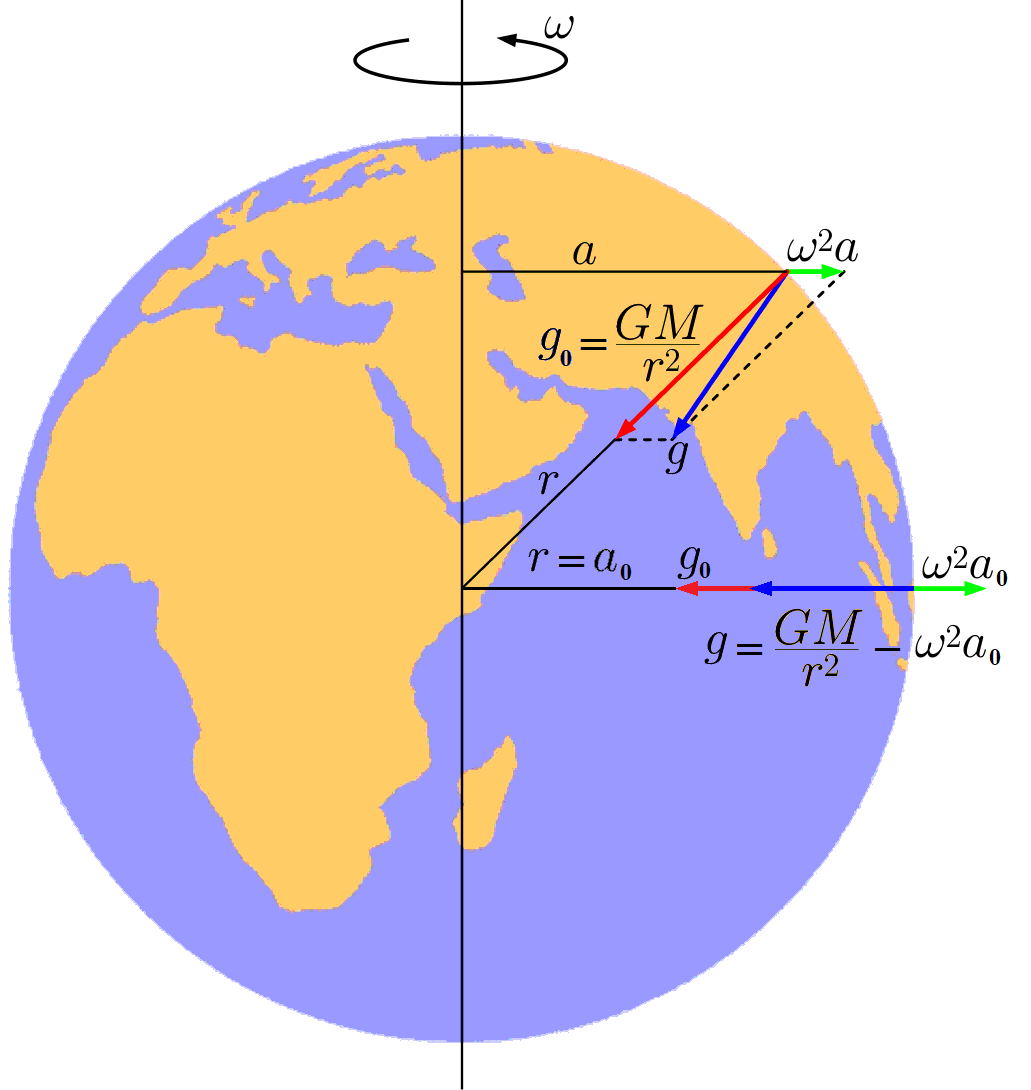
Contribución de las aceleraciones gravitatoria y centrífuga en el peso

El cálculo del peso de un cuerpo a partir de su masa se puede expresar mediante la segunda ley de la dinámica:
donde el valor de {\textstyle g} es la aceleración de la gravedad en el lugar en el que se encuentra el cuerpo. En primera aproximación, si consideramos a la Tierra como una esfera homogénea, se puede expresar con la siguiente fórmula:

{\displaystyle g={\frac {F}{m}}={\frac {GM_{T}}{{R_{T}}^{2}}}}

de acuerdo a la ley de gravitación universal.
En realidad, el valor de la aceleración de la gravedad en la Tierra, a nivel del mar, varía entre 9,789 m/s² en el ecuador y 9,832 m/s² en los polos. Se fijó convencionalmente en 9,80665 m/s² en la tercera Conferencia General de Pesas y Medidas convocada en 1901 por la Oficina Internacional de Pesas y Medidas (Bureau International des Poids et Mesures). Como consecuencia, el peso varía en la misma proporción.

## Comparación del peso en el sistema solar

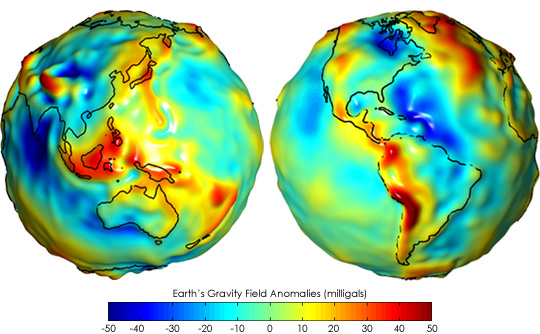
Anomalías del campo gravitacional terrestre (expresado en miligal) respecto del valor estimado, considerando la variación del radio terrestre.

La siguiente lista describe el peso de un cuerpo de «masa unidad» en la superficie de algunos cuerpos del sistema solar, comparándolo con su peso en la Tierra:
| Cuerpo celeste | Peso relativo | g (m/s²) |
| Sol            | 27,90         | 274,1    |
| Mercurio       | 0,377         | 3,703    |
| Venus          | 0,907         | 8,872    |
| Tierra         | 1             | 9,8226   |
| Luna           | 0,165         | 1,625    |
| Marte          | 0,377         | 3,728    |
| Júpiter        | 2,364         | 25,93    |
| Saturno        | 0,921         | 9,05     |
| Urano          | 0,889         | 9,01     |
| Neptuno        | 1,125         | 11,28    |

## El peso de un ser humano

Correlación entre la masa (kg) y la altura (m) de un ser humano

Por término medio, un recién nacido tiene una masa de 3 a 4 kilogramos (coloquialmente se dice que pesa de 3 a 4 kilos), y a los doce meses tiene una masa de 9 a 12 kilogramos.
Ya en la edad adulta, los hombres generalmente pesan más que una mujer, debido a la diferencia de estaturas que suele ser mayor en el hombre. Un hombre adulto promedio pesa entre 70 y 90 kg (de una estatura de 1,75 m); Mientras que la mujer adulta promedio pesa entre 50 y 70 kg (de una estatura de 1,60 m). Ejemplo de peso:
El índice de masa corporal establece la relación entre la masa y la talla de la persona. La ecuación para calcular el IMC es: masa corporal (“peso”, expresada en kilogramos) dividida entre el cuadrado de la estatura (expresada en metros).
- IMC de menos de 18,0 se considera peso bajo
- IMC de 18,5-24,9 se considera un peso saludable.
- IMC de 25,0-29,9 se considera sobrepeso.
- IMC de 30,0-39,9 se considera obesidad.
- IMC de 40,0 o más se considera obesidad severa (u obesidad mórbida).

Se han dado casos extremos en los que la diferencia entre el peso de una persona y el peso promedio llegaba a exceder cientos de kilogramos. Hasta la fecha, Jon Brower Minnoch es la persona que más ha pesado de la que se tienen datos.

## Sensación de peso
La sensación de peso se debe a la fuerza ejercida por los fluidos del sistema vestibular, un juego de tres dimensiones de las cavidades del oído interno. En realidad, la sensación de “Fuerza G”, independientemente de ser estacionaria la presencia de la gravedad, o, si el cuerpo está en movimiento, el resultado de otras fuerzas que actúan sobre el mismo, como en el caso de la aceleración o desaceleración de un ascensor, o la fuerza que sentimos al montar en una montaña rusa.

## El peso y su enseñanza
Los conceptos newtonianos de la gravedad fueron cuestionados por la Teoría de la relatividad en el siglo XX. El principio de equivalencia de Einstein sitúa a todos los observadores en el mismo plano. Esto condujo a una ambigüedad en cuanto a qué es exactamente lo que se entiende por “fuerza de la gravedad” y, en consecuencia, el “peso”. Las ambigüedades introducidas por la relatividad condujeron, a partir de la década de 1960, a un amplio debate en la comunidad educativa sobre cómo definir el peso a sus alumnos. La elección fue una definición newtoniana de peso como la fuerza de un objeto en reposo en el suelo debido a la gravedad, o una definición operacional definida por el acto de pesaje.[cita requerida] En la definición operacional, el peso se convierte en cero, en condiciones de ingravidez como en la órbita de la Tierra o la caída libre en el vacío. En tales situaciones, la visión newtoniana es que sigue existiendo una fuerza debido a la gravedad que no se mide (causando así un peso aparente de cero), mientras que la vista einsteiniana es que nunca existe una fuerza medible debido a la gravedad (incluso en el suelo), sino que, en caída libre, ninguna fuerza puede medirse debido a que el suelo no ejerce la fuerza mecánica que ordinariamente se observó como “peso”.